# Ланишек, Анже
Анже Ланишек (словен. Anže Lanišek, род. 20 апреля 1996 года, Любляна, Словения) — словенский прыгун с трамплина. Двукратный чемпион мира в командном соревновании. Призёр чемпионатов мира и этапов Кубка мира. Победитель юношеских Олимпийских игр 2012 года. Член сборной команды Словении.

## Карьера
Анже Ланишек является членом Клуба прыжков на лыжах с трамплина Mengeš. Он является обладателем двух неофициальных рекордов. Один на Bloudkova velikanka с результатом 149 метров, установленный во время национального чемпионата Словении в конце марта 2014 года в Планице, а другой-на стадионе Okurayama Ski Jump Stadium. Дебютировал на этапах Кубка Мира в Планице 21 марта 2014 года.  
На Олимпийских юношеских зимних играх 2012 года в Инсбруке он выиграл золотую медаль в индивидуальных прыжках, а также серебряную медаль в командных соревнованиях.
На чемпионате мира 2019 года в Зеефельде в Тироле он принимал участие в индивидуальных соревнованиях на большом трамплине, где стал 35-м. Со словенской мужской сборной он занял шестое место в командных соревнованиях.
Начало сезона 2019/2020 года началось с успешного выступления на трамплине в Висле. С двумя прыжками на 126 метров он занял итоговое второе место. Это первый подиум словенца на этапах Кубка мира. 

## Победы на этапахКубка Мира

### Подиум (5)
| № | Сезон     | Дата       | Место соревнований    | Место |
| - | --------- | ---------- | --------------------- | ----- |
| 1 | 2019/2020 | 24.11.2019 | Висла, Польша         | 2     |
| 2 | 2019/2020 | 30.11.2019 | Рука, Финляндия       | 3     |
| 3 | 2020/2021 | 19.12.2020 | Энгельберг, Швейцария | 3     |
| 4 | 2020/2021 | 03.01.2021 | Инсбрук, Австрия      | 2     |
| 5 | 2020/2021 | 17.01.2021 | Закопане, Польша      | 2     |

## Награды
- Золотой Крест Заслуги (2024 год, Польша)[2].